# Angie Brooks
Angie Brooks   (Virginia, 24 d'agost de 1928 - Houston, 9 de setembre de 2007) va ser una política, jutgessa i diplomàtica liberiana. Va ser representant permanent de Libèria davant les Nacions Unides entre 1954 i 1977 i Presidenta de l'Assemblea General entre 1969 i 1970. Va ser la segona dona en presidir l'Assemblea General i la única dona africana que ho ha fet fins ara. Durant el temps que va treballar a les Nacions Unides va participar en diverses iniciatives relacionades amb la descolonització d'Àfrica. El 1977 va tornar a Libèria on va ser ostentar els càrrecs de fiscal general adjunta i jutgessa associada del Tribunal Suprem de Libèria.